# Capillipedium duongii
Capillipedium duongii är en gräsart som beskrevs av To Quyen Nguyen. Capillipedium duongii ingår i släktet Capillipedium och familjen gräs.
Artens utbredningsområde är Vietnam. Inga underarter finns listade i Catalogue of Life.